# Acetylcholinrezeptoren

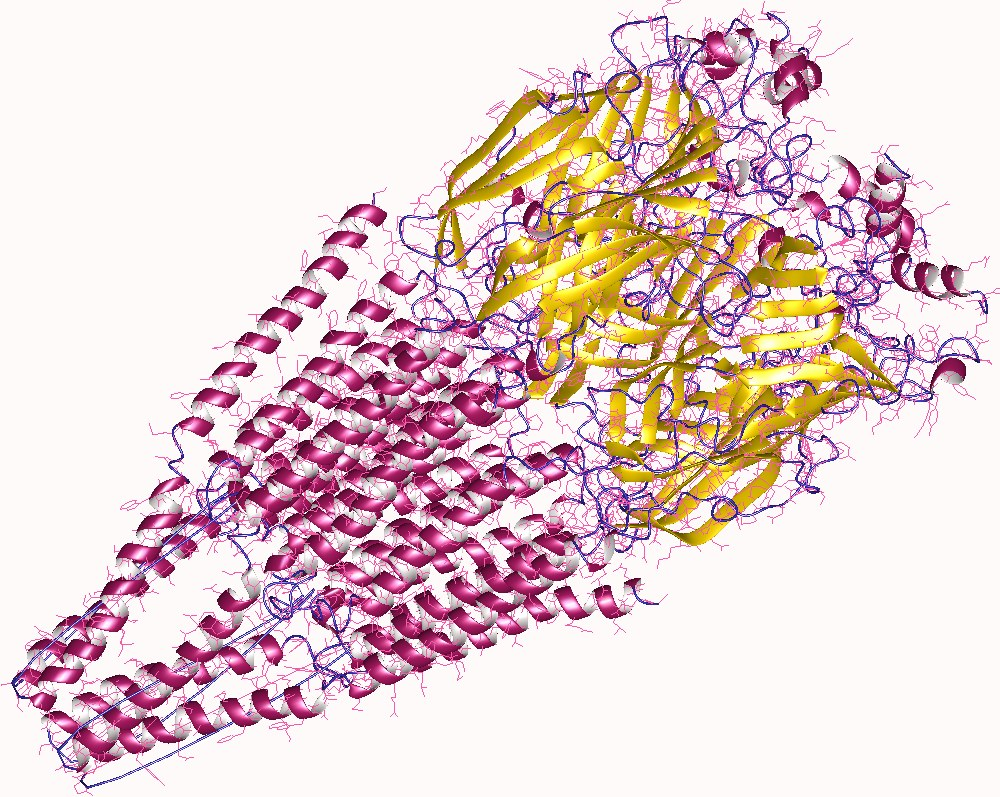
3D-Struktur eines heteropentameren nikotinischen Acetylcholinrezeptors des Marmor-Zitterrochens.

Acetylcholinrezeptoren (auch verkürzt zu Cholinozeptoren) sind Transmembranrezeptoren in verschiedenen Bereichen des Nervensystems, die als Substrat den Neurotransmitter Acetylcholin (ACh) binden.
Man unterscheidet zwei Typen von ACh-Rezeptoren, die nikotinischen Acetylcholinrezeptoren (nAChR) und die muskarinischen Acetylcholinrezeptoren (mAChR).

## Nikotinische Acetylcholinrezeptoren
Nikotinische Acetylcholinrezeptoren sind ionotrop, d. h., sie sind selbst Ionenkanäle (first messenger). Ihre Wirkung ist meist exzitatorisch (erregend). Sie können durch Nikotin oder indirekt durch Physostigmin (Acetylcholinesterase-Hemmer) über Erhöhung der Acetylcholinkonzentration im synaptischen Spalt aktiviert werden und werden deshalb als n-Acetylcholinrezeptoren bezeichnet. Antagonist ist Curare (ACh-Hemmer).
Man unterscheidet folgende Subtypen:
- n1 (motorische Endplatte)
- n2 (neuronal, prä- auf postganglionär)

## Muskarinische Acetylcholinrezeptoren
Muskarinische Acetylcholinrezeptoren sind metabotrop, d. h. G-Protein-gekoppelt. Sie können durch Muscarin (Alkaloid aus dem Fliegenpilz; Agonist) aktiviert werden, man bezeichnet sie deshalb auch als m-Acetylcholinrezeptoren. Gehemmt werden sie durch Atropin und andere ACh-Hemmer und -Antagonisten.
Man unterscheidet folgende Subtypen: 
- m1,m3,m5: Wirkung über GqIP3/DAG Kaskade
- m2,m4: Wirkung über Gi; Senkung von cAMP